# TSV Aubstadt
El TSV Aubstadt es un equipo de fútbol de Alemania que juega en la Regionalliga Bayern, una de las ligas regionales que conforman la cuarta división de fútbol en el país.

## Historia
Fue fundado en el año 1920 en la ciudad de Aubstadt en el estado de Baviera, pero fue hasta después de la Segunda Guerra Mundial que inició a competir en torneos organizados, iniciando en la C-Klasse, la división más baja del estado de Baviera. En los inicios de los años 1990 juega en la Bezirksliga por primera vez, pero descendió en solo una temporada y bajó a las divisiones de Baviera hasta la reunificación alemana.
A mediados de los años 1990 juega en la liga de Baja Franconia, llegaron a jugar en la sexta división nacional al año siguiente, donde estuvieron por cuatro temporadas hasta que descendieron en 1999. En la temporada 2011/12 juega por primera vez en la Bayernliga, una de las ligas de la quinta división alemana, jugando la serie de playoff para ascender a la Regionalliga Bayern en la temporada 2013/14, pero perdieron ante el 1. FC Schweinfurt 05.
En la temporada 2018/19 es campeón de la Bayernliga del grupo norte, por lo que obtiene el ascenso directo a la Regionalliga Bayern por primera vez en su historia.

## Palmarés
- Bayernliga Nord: 1 (V)

2019
- Bezirksoberliga Unterfranken: 2 (VI-VII)

1996, 2008
- Bezirksliga Unterfranken-Ost: 1 (VI)

1994
- A-Klasse: 3 (VI-VII)

1981, 1986, 1993
- B-Klasse: 1 (VII)

1965
- C-Klasse: 2 (VII)

1958, 1961